# 许学彦
许学彦（1924年5月11日—2016年3月5日），生于江苏武进，中国船舶设计专家。1948年毕业于交通大学。1993年当选为中国科学院院士。